# 김수열
김수열(金秀烈, ? ~ )은 대한민국에서 출생한 드러머이다. 그는 모던 록밴드 F.O.R에서 활동하였고, 현재 록밴드 아침 (밴드)에서 활동하고 있다.